# Double Agent
Double Agent är en låt av den kanadensiska progressiv rock bandet Rush. Den släpptes som den åttonde låten på albumet Counterparts  släppt 19 oktober 1993. Låten var senare också släppt som den femte och sista singeln från albumet. 
Rush spelade endast låten live på Counterparts turnén. Totalt spelades den 55 gånger live.